# Vahivka, Vîșhorod
Vahivka (în ucraineană Вахівка) este localitatea de reședință a comunei Vahivka din raionul Vîșhorod, regiunea Kiev, Ucraina.

## Demografie
Componența lingvistică a localității Vahivka
     Ucraineană (98,47%)
     Rusă (1,53%)
Conform recensământului din 2001, majoritatea populației localității Vahivka era vorbitoare de ucraineană (98,47%), existând în minoritate și vorbitori de rusă (1,53%).